# Celina Sunderland
Celina Sunderland, po przyjęciu chrztu Czesława Cyprianna Sunderland (ur. 10 czerwca 1885 w Warszawie, zm. 24 października 1956 w Iłży) – polska malarka pochodzenia żydowskiego.
Urodziła się w rodzinie żydowskiej, jako córka Gustawy z domu Lesman i adwokata Seweryna Sunderlanda – powstańca styczniowego, właściciela fabryki fajansu w Iłży. Była bliską krewną Bolesława Leśmiana (jej ojciec był bratem matki Leśmiana, a jej matka była siostrą jego ojca, Józefa) i zarazem jego pierwszą miłością. Bratem stryjecznym Seweryna Sunderlanda był Stanisław Sunderland, również adwokat.
W 1902 wyjechała na studia malarskie do Paryża, rok później dołączył do niej Leśmian. Tu za jej przyczyną poznał swoją drugą miłość i późniejszą żonę – koleżankę Celiny ze studiów Zofię Chylińską. Pod koniec października 1904 Leśmian przeprowadził się do Chylińskiej, a w 1905 zawarli w Paryżu związek małżeński. Mimo tych wydarzeń, jak podaje J. Rymkiewicz, romans Celiny z poetą trwał prawdopodobnie do 1920.
W latach 20. Celina ponownie wyjechała do Paryża, gdzie na stałe zamieszkała. Na początku lat 30. wróciła do Polski. Miała w Warszawie pracownię malarską przy ulicy Marszałkowskiej 148. Piętro pod nią mieszkała kochanka Leśmiana i przyjaciółka artystki – Teodora Lebenthal, w pracowni której mieszkał przez pewien czas Jan Brzechwa – mąż Marii Sunderland, bratanicy malarki.
W 1940 Celina wraz z Teodorą, by uniknąć osadzenia w warszawskim getcie, uciekły do Iłży, skąd wkrótce Celina wyjechała dalej. Piętnowana przez miejscowych za pochodzenie udała się do Łodzi i tam spędziła wojnę. Zmarła w Iłży. Większość prac artystki nie przetrwała wojny.